# AMPS
Sistema Avançado de Telefonia Móvel (do inglês Advanced Mobile Phone System - AMPS) foi a primeira geração de sistemas celulares, formada por sistemas analógicos (que apenas permite a transmissão de voz). Estabeleceu a estrutura e as funcionalidades básicas associadas a estes sistemas, como roaming e handover entre células.
Desenvolvido pelo Bell Labs nos Estados Unidos (1979) entrou em operação naquele país em 1983 tornando-se o sistema analógico dominante em escala mundial. Foi padronizado pela EIA-553 e serviu de base para os demais sistemas analógicos, como o TACS no Reino Unido.
O AMPS foi padronizado para a frequência de 800 MHz alocada nos Estados Unidos para sistemas celulares.

## Canalização dos canais
O AMPS é um sistema que utiliza o múltiplo acesso por divisão de frequência (FDMA).
A banda do AMPS é dividida em canais de radiofrequência, onde cada canal consiste de um par de frequências (Transmissão e Recepção) com 30 kHz de banda cada. Cada banda (A ou B) ocupa 12,5 MHz e é composta por 416 canais, sendo 21 canais de controle e os demais de voz. Os canais no AMPS utilizam modulação FM.
No AMPS, um canal de voz é alocado e permanece dedicado a uma chamada durante toda a sua duração.

## Capacidade
Os sistemas AMPS utilizam geralmente um plano de frequência com reuso de 7 por 21, ou seja, cada célula é dividida em três setores formando 21 grupos de frequências (canais de voz do AMPS) reutilizados em cada grupo de 7 células.
No AMPS cada uma destas frequências (ou par) é utilizada por chamada.

## Roaming
A possibilidade de roaming, ou seja, o assinante de um sistema celular continuar falando do seu terminal móvel em outro sistema, como visitante, foi implementada para sistemas AMPS e TDMA através do protocolo IS-41.

## No Brasil
Em 1984, iníciou no Brasil à análise dos sistemas de telefonia celular, foi escolhido o padrão americano AMPS, sendo implantado oficialmente somente em dezembro de 1992 no estado do Rio Grande do Sul.
O AMPS foi usado pelas operadoras na Banda A, em antigas estatais, e também na Banda B (em Minas Gerais) através da antiga Maxitel, hoje TIM, sendo o único Estado em que o AMPS esteve disponível nas Bandas A e B. Após alguns anos, funcionava também em conjunto com as tecnologias TDMA e CDMA. Com a migração das operadoras para a tecnologia GSM, cujos aparelhos não são compatíveis com o AMPS, a tecnologia analógica não se faz mais necessária.
Apesar de estar superada pelas tecnologias digitais, o AMPS ainda é a única tecnologia que suporta roaming dos clientes que utilizam a tecnologia CDMA nos estados de Minas Gerais e do nordeste. Nesses estados não há nenhuma operadora que utilize o CDMA, restando ao AMPS suportá-los em roaming.
A tecnologia analógica é também culpada pelos elevados índices de clonagem nas operadoras que utilizam TDMA e CDMA como tecnologia principal.
Nos dias atuais, o AMPS caiu em desuso no Brasil, tendo as últimas 409 linhas, sendo 1 do Piauí e outras 408 do Paraná, todas da TIM, desativadas em junho de 2010. Grande parte daquelas linhas remanescentes eram linhas de celular instaladas em automóveis, do início dos anos 90, linhas telefônicas celulares de áreas remotas, onde o GSM não possui cobertura, ou ainda em alguns casos, algumas linhas RuralCel classificadas erroneamente como de celular. Porém ainda é utilizado para fornecer telefonia fixa em áreas rurais (RuralCel).
Em 19 de dezembro de 2016, foi publicada no Diário Oficial a Resolução nº 672 da Anatel, a qual acaba com a possibilidade de uso de sistemas analógicos nas faixas de radiofrequências de 800 MHz, 900 MHz, 1.800 MHz, 1.900 MHz e 2.100 MHz. Segundo a Resolução, que entra em vigor em 19 de janeiro de 2017, as prestadoras devem garantir a continuidade de seus serviços através de outros meios.